# Влада закону (відеогра)
Влада закону (англ. COPS 2170: The Power of Law) — комп'ютерна гра у жанрі покрокова стратегія/тактична рольова гра, розроблена компанією МІСТ ленд-ЮГ і випущена компанією Руссобит-М 31 березня 2003 року в Росії. На Заході видавцем була комапанія Strategy First, яка випустила гру 27 січня 2005 року).

## Сюжет
Гра є приквелом до гри «Код доступу: Рай». Точний час дії не вказується, однак можна припустити, що до подій описаних в грі "Код Доступу Рай" десь 5-10 років. Сюжет починається з того що Катрін, персонаж з першої частини гри, тільки починає свою кар'єру в поліції Верхнього міста. Крім неї, гравець може взяти у свою команду ще 5 осіб, від складу вашої групи будуть залежати діалоги і деякі сюжетні повороти. Гра нелінійна.
Дія гри відбувається в недалекому майбутньому, де нещодавно закінчилася громадянська війна за Марс, вперше всю владу на Землі передали штучному інтелекту. Як і попередній частині, ця гра належить до жанру кіберпанк.

## Реліз
Компанія "Руссобіт-М" анонсувала "Владу закону" 3 грудня 2003 року, реліз у країнах СНД та Балтії заплановано на лютий 2004 року. Доповнення "Поліцейські історії" було анонсовано 15 вересня 2004 року. Strategy First опублікувала гру в Північній Америці 27 січня 2005 року. DreamCatcher Interactive опублікувала гру в Європі 31 січня 2005 року.